# Louis de Conflans d'Armentières
Pour les autres membres de la famille, voir Maison de Brienne.
Pour les articles homonymes, voir Brienne, Conflans et Armentières (homonymie).
Louis de Conflans, marquis d'Armentières, né le 23 février 1711 et mort le 18 janvier 1774, est un homme de guerre français. Lieutenant général en 1746, il reçoit le bâton de maréchal de France en 1768.

## Origines
Il est le fils de Michel III de Conflans (1674-1717), marquis d'Armentières, premier gentilhomme de la chambre du duc d'Orléans et de Diane Gabrielle de Jussac (1688-1777), dame du Palais de la duchesse de Berry, puis dame de compagnie de la duchesse d'Orléans. Il semble qu'il appartenait à la maison de Brienne, dont la branche de Conflans (à Villeseneux), issue d'Engelbert III de Brienne, a donné un autre maréchal de France, Hubert de Brienne, comte de Conflans, en 1758. En tout état de cause, ni lui, ni aucun membre de sa famille, n'a porté le patronyme de Brienne. Sa branche, si l'on en croit les mémoires de Saint-Simon, avait beaucoup perdu d'éclat, mais était remontée aux premières places de la noblesse de cour sous le règne de Louis XIV, par le mariage de son père et de son oncle avec les deux filles de Claude de Jussac, capitaine des gardes de Monsieur, frère du roi.

## Biographie sommaire
Dès 1717, il hérite de son père la charge de premier gentilhomme de la chambre du duc d'Orléans que des oncles exercent en son nom successivement. Entré aux mousquetaires en 1726 à 15 ans, il obtient le commandement du régiment d'infanterie d'Anjou le 16 septembre 1727, à 16 ans. 
Pendant la guerre de Succession de Pologne il sert en Italie de 1733 à 1735. Le 19 septembre 1734, il participe à la bataille de Guastalla sous les ordres du maréchal de Coigny, et est blessé d'un coup de fusil au col. Le 18 octobre 1734, il devient brigadier des armées du roi à 23 ans. 
Pendant la guerre de Succession d'Autriche, il sert dans la première phase avec l'expédition de Bohème sous le maréchal de Belle-Isle. Il rentre en France en février 1743 et est nommé maréchal de camp, le 20 du même mois, à 32 ans. Il rejoint ensuite l'armée d'Alsace, puis fait la guerre en Flandre. Il combat à la bataille de Rocourt, le 11 octobre 1746, et apporte au roi Louis XV la nouvelle de la victoire, ce qui lui vaut d'être fait lieutenant général le 14 octobre suivant. Il continue la guerre jusqu'en 1748, puis il reçoit le collier de l'Ordre du Saint-Esprit le 1er janvier 1753. 
Pendant la guerre de Sept Ans, il sert d'abord en Allemagne sous les maréchaux de Soubise et de Contades, puis obtient, en 1761, le commandement des Trois-Évêchés (Metz, Toul et Verdun). Il reçoit le bâton de maréchal de France le 2 janvier 1768.
Le 18 janvier 1774, il meurt d'apoplexie, à Versailles, dans le cabinet du roi.

## Famille
Il s'est marié deux fois :
- Le 15 mai 1733, avec Adélaïde Jeanne Françoise de Bouterou d'Aubigny, née en mai 1717 et décédée le 9 mai 1746, à l'âge de 29 ans, de laquelle il eut trois enfants [5]: 
  - Louis Henri Gabriel (1735-1789), marquis d'Armentières, marié en 1755 avec Antoinette Madeleine Jeanne Portail de Vaudreuil (1738-1818)
    - Louise Marthe de Conflans (1759-1832)
    - Louise Aglaé de Conflans (1763-1819)

  - Louis Charles, né le 5 décembre 1737
  - Louise Gabrielle, née le 3 novembre 1743
- En 1770, avec Marie-Charlotte de Senneterre, petite-fille du maréchal Jean-Charles de Saint-Nectaire, dame de Brillac, née le 14 novembre en 1750 et guillotinée le 26 juillet 1794[6]. De ce second mariage il eut un fils :
  - Charles Louis Gabriel de Conflans, marquis d'Armentières, né le 12 mars 1772 à Paris et mort le 24 décembre 1849 à Rœulx, marié en 1790 à Amélie Gabrielle Joséphine, princesse de Croÿ (1774-1847), fille de Joseph Anne Maximilien de Croÿ d'Havré, de qui il eut une fille unique, Amélie Mélanie[7] (18 juin 1802 - Bruxelles † 31 janvier 1833 - Florence), marié à Eugène (Ier) (1804†1880), 8e prince de Ligne.

Neveu de Louise-Françoise de Jussac, il était ainsi le cousin de la comtesse de Maulde, mère du baron Emmanuel Gabriel de Maulde.

## Armes
| Figure | Blasonnement                                                          |
|        | D'azur, semé de billettes d'or au lion du même brochant sur le tout., |

### Sources et bibliographie
- Charles Gavard, Galeries historiques du Palais de Versailles, Imprimerie royale, 1842, [lire en ligne]